# Clathria plurityla
Clathria plurityla är en svampdjursart som beskrevs av Gustavo Pulitzer-Finali 1983. Clathria plurityla ingår i släktet Clathria och familjen Microcionidae. Inga underarter finns listade i Catalogue of Life.